# Economia de Goiás

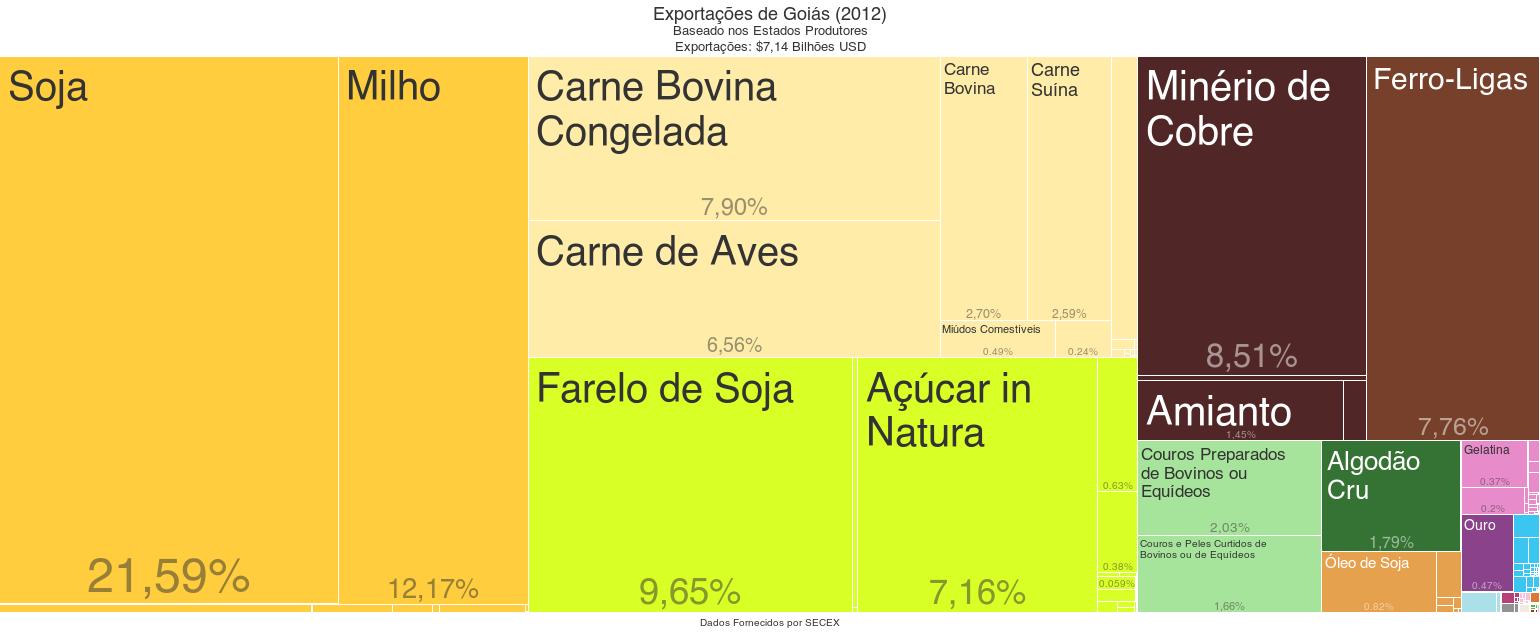
Exportações de Goiás - (2012)

A economia de Goiás está baseada na produção agrícola, na pecuária, no comércio e nas indústrias de mineração, alimentícia, de confecções, mobiliária, metalurgia e madeireira. Agropecuária é a atividade mais explorada no estado. Estas tendências do estado pode ser exemplificada por sua pauta de exportações que, em 2012, se baseou em Soja (21,59%), Milho (12,17%), Farelo de Soja (9,65%), Minério de Cobre (8,51%) e Carne Bovina Congelada (7,90%).

## Setor primário
Agropecuária rende 3.7 trilhões por ano e é a atividade mais explorada no estado e umas das principais responsáveis pelo rápido processo de agro - industrialização que Goiás vem experimentando. Privilegiado com terras férteis, água abundante, clima favorável e um amplo domínio na tecnologia de produção, o estado é um dos grandes exportadores de grãos, além de possuir um dos maiores rebanhos do país.
Pelo fato de sua a capital, fazer parte do eixo econômico Goiânia-Anápolis-Brasília e de estar localizada num ponto estratégico numa das maiores áreas agropecuárias do mundo, formou uma economia bastante dinâmica. A partir do final da década de 1960 uma redefinição das relações entre a agricultura e a manufatura, dando origem a um novo padrão de produção agrícola, assim a unidade do Ministério da Agricultura sediada no município de Goiânia, formou parcerias entre pecuaristas que tinham: Conhecimento, ferramentas e área para a produção de sementes melhoradas.  Um dos pioneiros na produção desta denominada semente selecionada de arroz foi Adolf Schwabacher, e com a anuência da Cooperativa Rural, estas sementes eram adquiridas por seus membros ou não, dando origem a um novo modelo de produção agrícola no Estado, sendo os primórdios para a produção de sementes, resistentes a intempéries e pragas com uma excelente germinação, proporcionando um bom retorno.
Atualmente, o estado de Goiás enfrenta um grande desafio: tentar conciliar a expansão da agroindústria e da pecuária com a preservação do cerrado, considerada uma das regiões mais ricas do planeta em biodiversidade.
O rápido crescimento na agroindústria teve início no decorrer dos anos 1990 graças à adoção de uma dinâmica política de incentivos fiscais. A recente instalação de empresas alimentícias transformou Goiás em um dos principais pólos de produção de tomate.

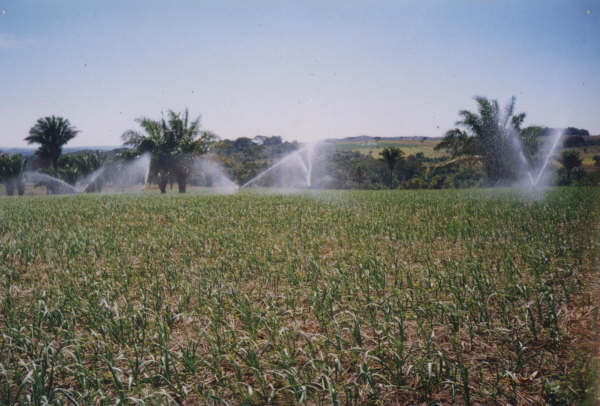
Plantação de Alho em Goiás.

No caso da atividade agrícola, o estado de Goiás destaca-se na produção de cana-de-açúcar, milho, soja, sorgo, feijão, girassol, tomate, alho, além de também produzir algodão, arroz, café e trigo. 
Em 2019, Goiás foi o 4º estado brasileiro com maior produção de grãos, 10% da produção nacional.  Goiás é o 2º maior produtor de cana-de-açúcar do país, 11,3% da produção nacional, com 75,7 milhões de toneladas colhidas na safra 2019/20.  No mesmo ano, era o 4º maior estado produtor de soja, com 12,46 milhões de toneladas.  Tem a liderança nacional na produção de sorgo: produziu 44% da produção brasileira da cultura no ciclo 2019/2020, com safra de 1,09 milhão de toneladas.  Em 2017, era o 4º maior produtor de milho do país com 22 milhões de toneladas.  Em 2019, Goiás se tornou o líder da produção brasileira de alho.  Goiás foi o 4º maior produtor de feijão do Brasil na safra 2017/18, com 374 mil toneladas, e tem cerca de 10% da produção do país. O estado também está em 3º lugar na produção nacional de algodão, porém, a maior parte da produção nacional é do Mato Grosso e da Bahia - Goiás tem apenas 2,3% de participação. No girassol, em 2020 Goiás era o 2º maior produtor nacional, com 41,8%, perdendo apenas do Mato Grosso. No arroz, Goiás é o 8º maior produtor do Brasil, com 1% da produção nacional.
Em 2016, o estado tinha o 3º maior rebanho bovino do país, com 22,6 milhões de cabeças de gado.  O estado também tem cerca de 2 milhões de suínos. No mesmo ano, foi o quarto maior produtor de leite do país, respondendo por 10,1% da produção de leite do país. O número de galinhas no Estado foi de 64,2 milhões de cabeças em 2015. A produção de ovos de galinha neste ano foi de 188 milhões de dúzias. Goiás foi o 9º maior produtor de ovos, 5% da produção nacional. 
O estado é rico em reservas minerais. O subsolo goiano apresenta grandes variedades de minérios, que dá condições economicamente muito favoráveis. Sendo os principais minérios o níquel, cobre, ouro, nióbio, alumínio (bauxita), calcário e o fosfato, sendo os principais municípios mineradores Niquelândia, Barro Alto e Catalão.O estado produz também esmeralda, turmalina, manganês, água mineral, amianto, cianeto e vermiculita. Goiás tinha, em 2017, 4,58% da participação na mineração nacional (3º lugar no país, somente atrás de Minas Gerais e Pará, os grandes estados mineradores do país). No níquel, Goiás foi o maior produtor, tendo obtido 154 mil toneladas a um valor de R$ 1,4 bilhão. No cobre, foi o 2º maior produtor do país, com 242 mil toneladas, a um valor de R$ 1,4 bilhão. No ouro, foi o 4º maior produtor do país, com 10,2 toneladas, a um valor de R$ 823 milhões. No nióbio (em forma de pirocloro), foi o 2º maior produtor do país, com 27 mil toneladas, a um valor de R$ 312 milhões. No alumínio (bauxita), foi o 3º maior produtor do país, com 766 mil toneladas, a um valor de R$ 51 milhões. Nas pedras preciosas, Goiás é um dos estados produtores de esmeralda no Brasil. Campos Verdes é considerada a "Capital das Esmeraldas". O estado também tem produção conhecida de turmalina, e safira (de modo escasso).

## Setor secundário

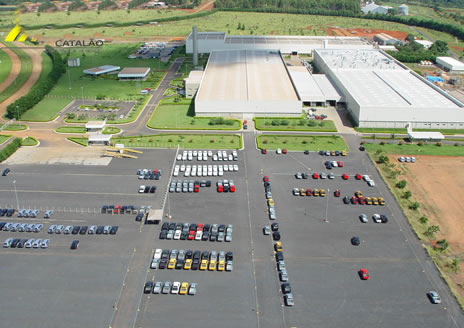
Mitsubishi em Catalão.

Goiás tinha em 2017 um PIB industrial de R$ 37,1 bilhões, equivalente a 3,1% da indústria nacional. Emprega 302.952 trabalhadores na indústria. Os principais setores industriais são: Construção (25,6%), Alimentos (25,2%), Serviços Industriais de Utilidade Pública, como Energia Elétrica e Água (17,2%) e Derivados do Petróleo e Biocombustíveis (7,4%) e Químicos (3,7%). Estes 5 setores concentram 79,1% da indústria do estado. 
Em maio de 2000, o governo do estado assinou um convênio com uma empreiteira para a construção do primeiro trecho da Ferrovia Norte-Sul em território goiano. Com uma extensão de 1391 km, entre Belém e Senador Canedo, a obra representara uma expressiva economia com fretes, se comparando com o valor gasto com transporte feito por caminhões. O governo estadual também esta considerando a possibilidade de viabilizar a construção de um ramal da Leste - Oeste, na região sudoeste do estado, maior área de produção de grãos, para facilitar o escoamento da produção para os centros de consumo do Sul e Sudeste do País.
Em 2000, foi criado em Anápolis um polo farmoquímico, responsável pela produção de matérias-primas para a indústria de medicamentos, uma vez que o município já contava com um pólo farmacêutico. A instalação dos novos laboratórios farmoquímicos, composto de oito laboratórios farmacêuticos de médio e grande porte já instalados no Distrito Agroindustrial de Anápolis (DAIA), contribui para a expansão do setor, um reflexo direto da aprovação da Lei dos Medicamentos Genéricos, que possibilitou aos laboratórios ampliarem sua participação no mercado interno.
O estado tem se tornado um importante pólo automotivo. Nos últimos anos o estado tem atraído a instalação de novas montadoras de automóveis no Brasil. Já possui duas montadoras instaladas - a japonesa Mitsubishi (MMC) na cidade de Catalão e a sul-coreana Hyundai (Grupo CAOA) em Anápolis. Em maio de 2011 foi assinado protocolo de intenção para a construção e instalação de uma unidade da montadora de automóveis japonesa Suzuki Motors.

## Setor terciário

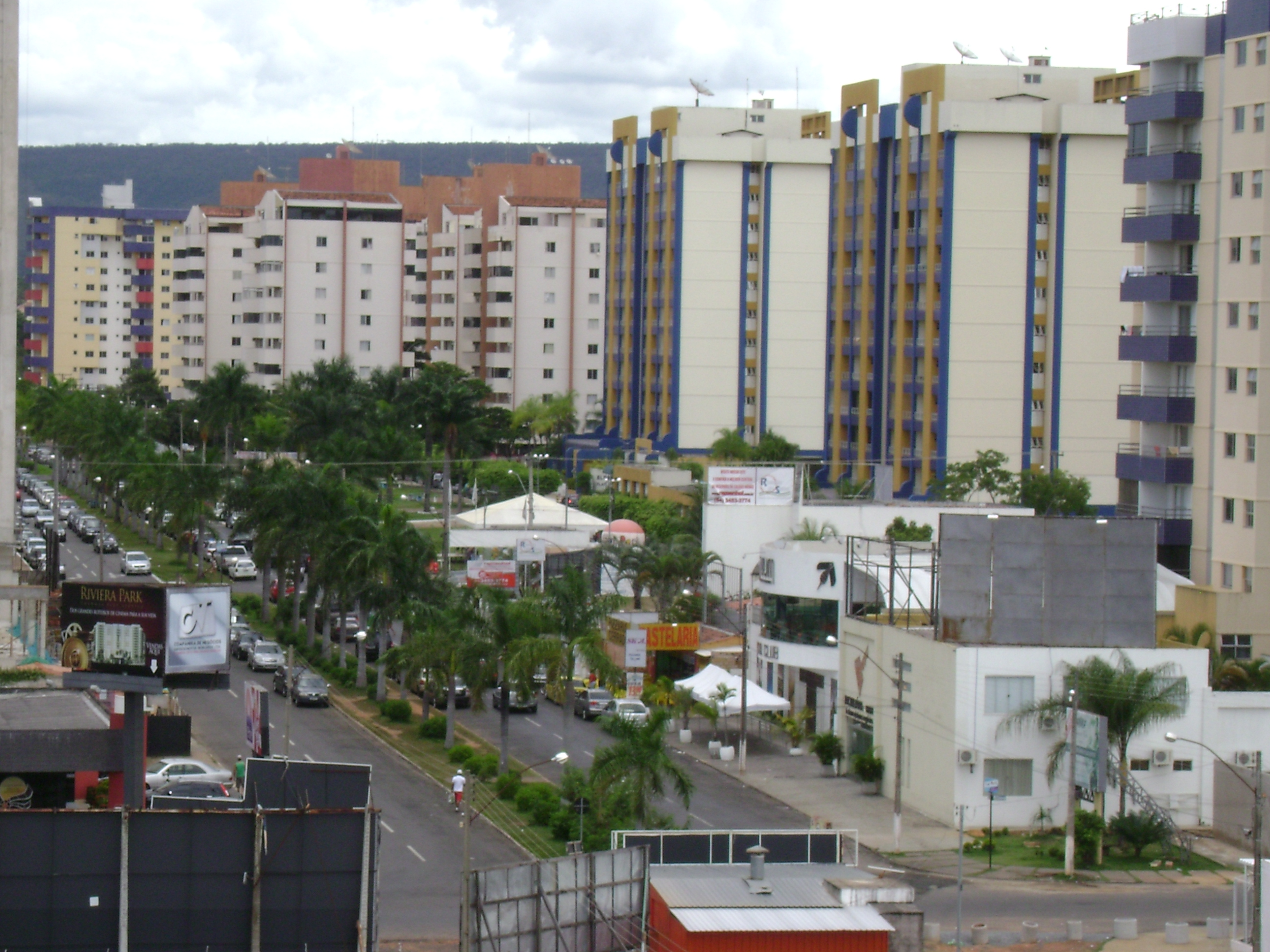
Hotéis de Caldas Novas.

O turismo em Goiás é muito cosmopolitano, como as belezas naturais, como águas termais, locais intocados pelo homem do cerrado, grutas, cachoeiras, e temos também o turismo histórico, como em Pirenópolis e Cidade de Goiás, com seus monumentos históricos, e temos as festas tradicionais como ocorre em Pirenópolis, que é o caso das cavalhadas de Pirenópolis e a Festa do Divino de Pirenópolis.
O principal centro turístico de Goiás é Caldas Novas, pelas suas águas termais, e Caldas é o 10° ponto mais visitado no Brasil.

## Arrecadação do ICMS
| Arrecadação do ICMS                | Aspectos Financeiros | Aspectos Financeiros | Aspectos Financeiros | Aspectos Financeiros |
| Arrecadação do ICMS                | 2007                 | 2008                 | 2009                 | 2010                 |
| ---------------------------------- | -------------------- | -------------------- | -------------------- | -------------------- |
| Combustível                        | R$ 1,371 bilhão      | R$ 1,566 bilhão      | R$ 1,558 bilhão      | R$ 1,894 bilhão      |
| Comércio atacadista e distribuidor | R$ 0,704 bilhão      | R$ 0,763 bilhão      | R$ 0,892 bilhão      | R$ 1,108 bilhão      |
| Comércio varejista                 | R$ 0,571 bilhão      | R$ 0,713 bilhão      | R$ 0,821 bilhão      | R$ 1,023 bilhão      |
| Comunicação                        | R$ 0,693 bilhão      | R$ 0,768 bilhão      | R$ 0,758 bilhão      | R$ 0,777 bilhão      |
| Energia elétrica                   | R$ 0,682 bilhão      | R$ 0,720 bilhão      | R$ 0,605 bilhão      | R$ 0,777 bilhão      |
| Extrator mineral ou fóssil         | R$ 0,020 bilhão      | R$ 0,035 bilhão      | R$ 0,041 bilhão      | R$ 0,053 bilhão      |
| Indústria                          | R$ 1,057 bilhão      | R$ 1,530 bilhão      | R$ 1,610 bilhão      | R$ 1,811 bilhão      |
| Prestação de serviços              | R$ 0,129 bilhão      | R$ 0,146 bilhão      | R$ 0,151 bilhão      | R$ 0,174 bilhão      |
| Produção agropecuária              | R$ 0,115 bilhão      | R$ 0,149 bilhão      | R$ 0,171 bilhão      | R$ 0,167 bilhão      |
| Outros                             | R$ 0,104 bilhão      | R$ 0,146 bilhão      | R$ 0,201 bilhão      | R$ 0,445 bilhão      |
| Total                              | R$ 5,449 bilhões     | R$ 6,538 bilhões     | R$ 6,810 bilhões     | R$ 8,170 bilhões     |

## Balança Comercial
| Balança comercial             | 2001  | 2002  | 2003  | 2004  | 2005  | 2006  | 2007  | 2008  | 2009  |
| ----------------------------- | ----- | ----- | ----- | ----- | ----- | ----- | ----- | ----- | ----- |
| Exportação - (US$) em bilhões | 0,595 | 0,649 | 1,103 | 1,413 | 1,817 | 2,093 | 3,185 | 4,090 | 3,615 |
| Importação - (US$) em bilhões | 0,390 | 0,327 | 0,377 | 0,626 | 0,724 | 0,992 | 1,702 | 3,050 | 2,853 |
| Saldo - (US$) em bilhões      | 0,205 | 0,322 | 0,726 | 0,787 | 1,093 | 1,100 | 1,483 | 1,040 | 0,762 |

## Consumo de Energia Elétrica
| Energia Elétrica                                         | Evolução  | Evolução       | Evolução | Evolução |
| Energia Elétrica                                         | 2005      | 2010           |          |          |
| -------------------------------------------------------- | --------- | -------------- | -------- | -------- |
| Consumo total de Energia Elétrica (MWh)                  | 8.217.238 | 10.871.508     |          |          |
| Energia Elétrica - Número total de Consumidores          | 1.942.112 | 2.337.769      |          |          |
| Consumo de Energia Elétrica na Iluminação Pública (MWh)  | 492.909   | 511.778        |          |          |
| Consumo de Energia Elétrica no Comércio (MWh)            | 1.212.342 | 1.866.987      |          |          |
| Número de Consumidores de Energia Elétrica - Comércio    | 147.916   | 215.841 abesta |          |          |
| Consumo de Energia Elétrica na Indústria (MWh)           | 2.608.917 | 3.354.747      |          |          |
| Número de Consumidores de Energia Elétrica - Indústria   | 14.114    | 11.027         |          |          |
| Consumo de Energia Elétrica Residencial (MWh)            | 2.493.832 | 3.297.529      |          |          |
| Número de Consumidores de Energia Elétrica - Residencial | 1.626.671 | 1.924.828      |          |          |
|                                                          |           |                |          |          |